# Конец (Шевденицкий сельсовет)
Конец — деревня в Тарногском районе Вологодской области.
Входит в состав Тарногского сельского поселения, с точки зрения административно-территориального деления — в Шевденицкий сельсовет.
Расстояние до районного центра Тарногского Городка по автодороге — 11 км. Ближайшие населённые пункты — Подгорная, Курковская, Климово.
По переписи 2002 года население — 13 человек.